# Aeroport de Cuamba
L'aeroport de Cuamba (codi IATA: FXO, codi OACI: FQCB) és un aeroport que serveix Cuamba, al sud de la província de Niassa a Moçambic. És el principal aeroport de la província i del centre del país, però no hi ha vols programats. La principal aerolínia és Kaya Airlines.

## Instal·lacions
L'aeroport es troba a una altura de 1,919 peus (585 m) sobre el nivell mitjà del mar. Té una sola pista d'aterratge d'una longitud de 2,500 metres (8,202 ft).